# Museu da Diáspora Cubana
O Museu da Diáspora Cubana (em castelhano:  Museo de la Diáspora Cubana) é um museu público de história e sociologia em Miami, na Flórida, sobre a diáspora cubana, em particular à diáspora cubana nos Estados Unidos. A colecção narra a história da diáspora cubana e eventos pontuas importantes para a comunidade cubana de Miami com exibições sobre a revolução cubana e a Operação Peter Pan. No passado, o museu também tem tido exibições temporárias sobre artistas e cantores cubanos como Luis Cruz Azaceta, Celia Cruz e Rafael Soriano.
A poucos passos a oeste do museu encontra-se o Parque da Memória Cubana que liga com a Pequena Habana ao norte do museu.

## Edifício
O museu fica no antigo prédio do Centro Arturo di Filippi da Grande Ópera da Flórida. A Ópera deixou de utilizar o edifício e decidiu-se utilizá-lo para abrigar o futuro Museu da Diáspora Cubana. Para adaptar os espaços do edifício ao novo museu, o interior foi remodelado pelos arquitetos Rodríguez y Quiroga Arquitectos. A reforma levou dez anos para ser concluída e custou aproximadamente $10 milhões de dólares americanos com fundos do Condado de Miami-Dade. O novo edifício e museu foram abertos ao público em 17 de novembro de 2016.